# Гуюс
Гуюс — дворянский род.
Потомство Александра Гуюса, вступившего в службу в 1814 году, приняв присягу на подданство России. 21 Июня 1835 года награждён орденом Св. Станислава 4 степени и, состоя в чине коллежского асессора, 28 Марта 1841 года получил диплом на потомственное дворянство.

## Описание герба
Щит четырёхчастный, в первой и четвёртой, лазоревых частях, золотые о шести лучах звезды. Во второй и третьей, золотых частях, чёрные орлиные крылья.
Щит увенчан дворянскими шлемом и короной. Нашлемник: три страусовых пера, среднее лазоревое, обременённое золотой о шести лучах звездой, правое золотое и левое чёрное. Намёт лазоревый с золотом.